# Stazione di Daishōji
La stazione di Daishōji (大聖寺駅?, Daishōji-eki) è una fermata ferroviaria della città di Kaga, nella prefettura di Ishikawa in Giappone. La stazione è gestita dalla JR West e serve la linea principale Hokuriku).

## Linee
JR West
■ Linea principale Hokuriku

## Struttura
La stazione è costituita da un marciapiede a isola e uno laterale, con tre binari passanti, collegati al fabbricato viaggiatori da una passerella. Il binario 2 è usato per i treni provenienti da entrambe le direzioni.
| 1-2 | ■ Linea principale Hokuriku | per Kanazawa e Toyama |
| 2-3 | ■ Linea principale Hokuriku | per Fukui e Tsuruga   |

## Stazioni adiacenti
| 《                        | Servizio                  | 》                        |
| Linea principale Hokuriku | Linea principale Hokuriku | Linea principale Hokuriku |
| ------------------------- | ------------------------- | ------------------------- |
| Ushinoya                  | Locale                    | Kaga-Onsen                |